# Decipiphantes decipiens
Decipiphantes decipiens là một loài nhện trong họ Linyphiidae. Chúng được Ludwig Carl Christian Koch miêu tả năm 1879 và được tìm thấy ở Belarus, Kazakhstan, Mông Cổ, và Nga.